# Pikara Stadium
Das Pikara Stadium (jap. Pikaraスタジアム), auch bekannt als Kagawa Marugame Stadium (jap. 香川県立丸亀競技場), ist ein 1997 eröffnetes Fußballstadion mit Leichtathletikanlage in der japanischen Stadt Marugame in der Präfektur Kagawa. Es ist die Heimspielstätte des Fußballvereins Kamatamare Sanuki, der momentan in der J3 League, der dritthöchsten Liga des Landes, spielt. Das Stadion hat ein Fassungsvermögen von 30.099 Personen.

## Galerie

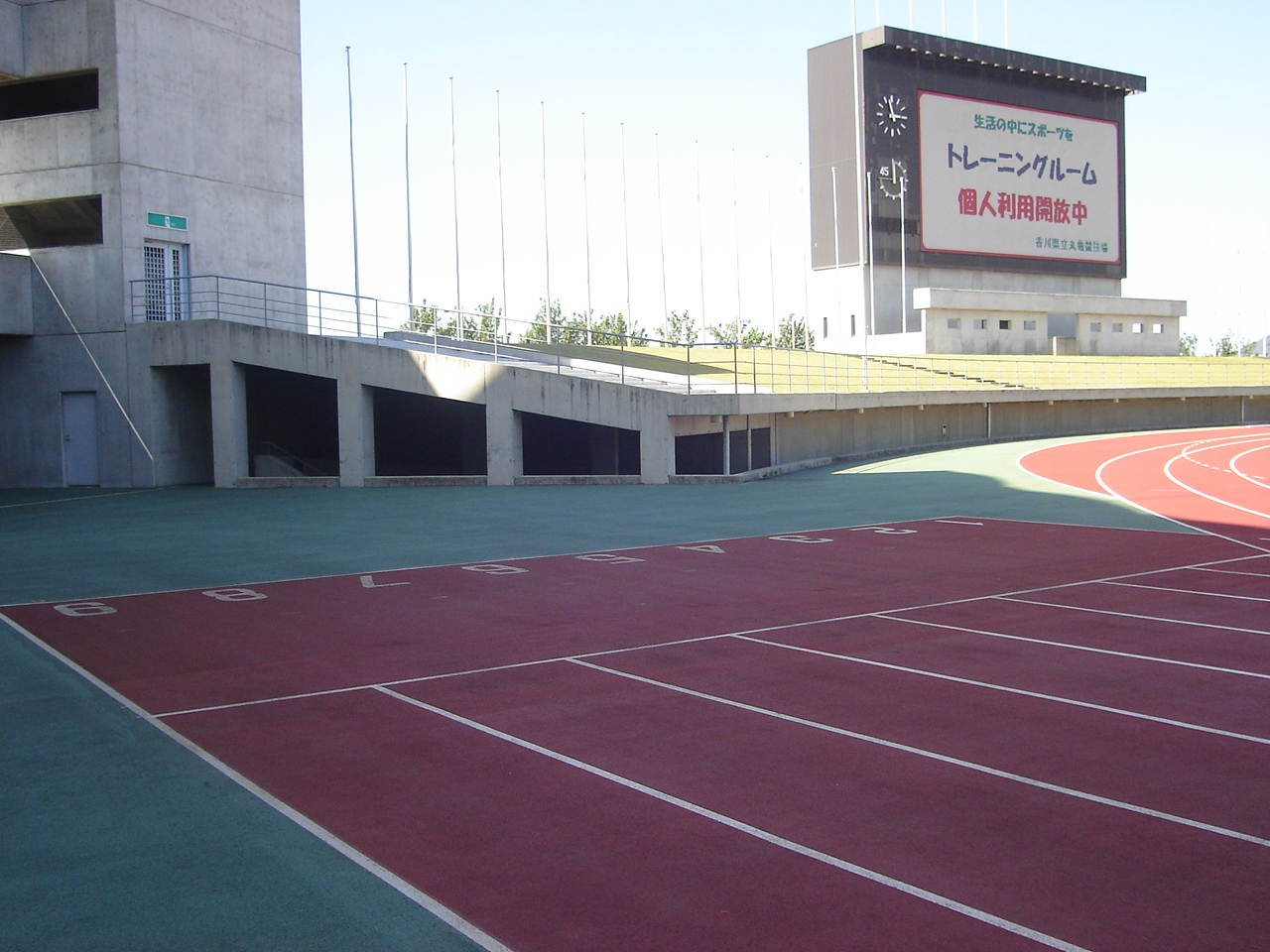
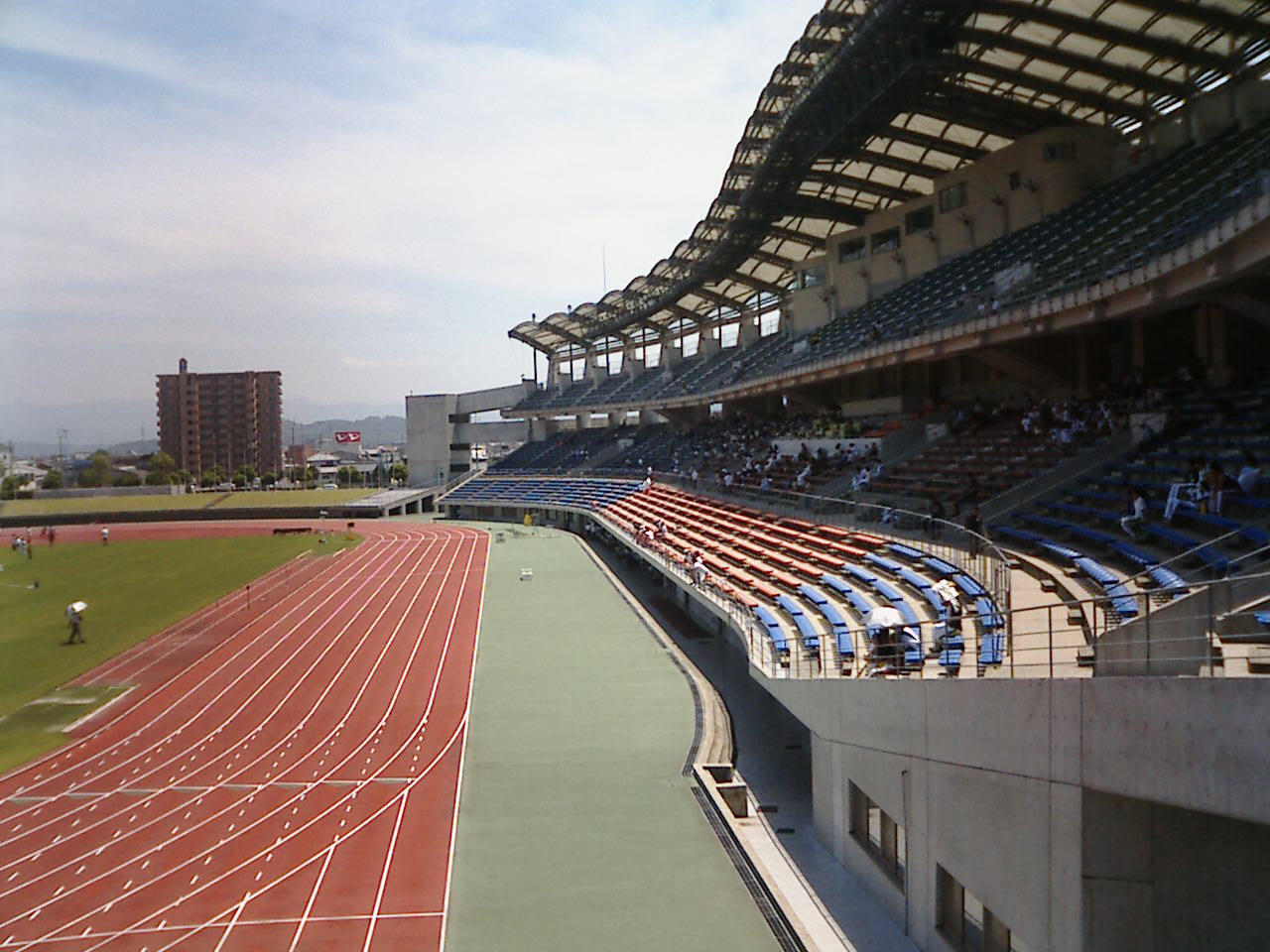
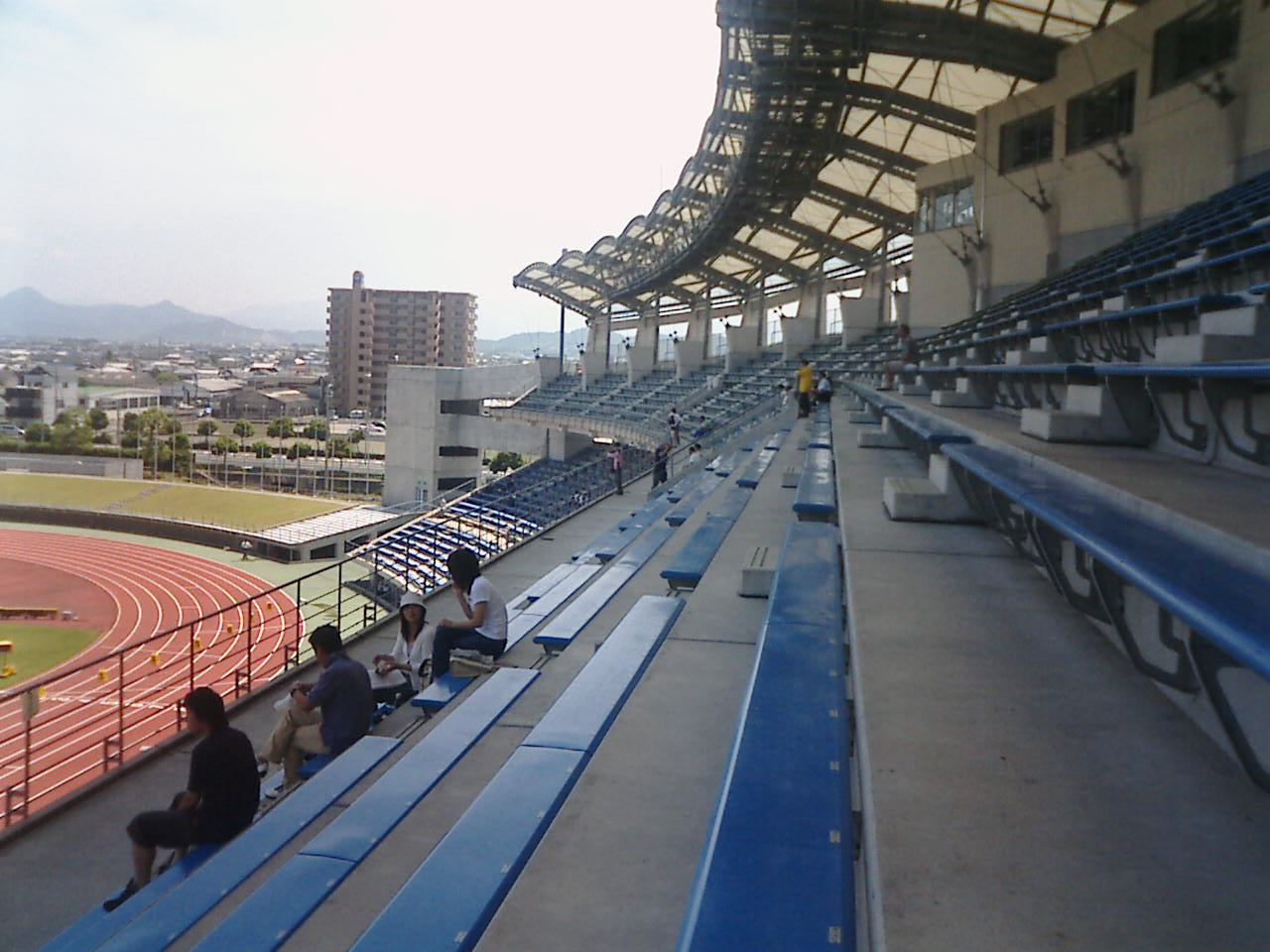